# László Arany
László Arany (Salonta, 24 marzo 1844 – Budapest, 1º agosto 1898) è stato uno scrittore ungherese.
Figlio del poeta János Arany, ha lasciato notevoli poesie e racconti popolari.
Tra le sue opere principali i romanzi in versi Délibábok hőse ("L'eroe dei miraggi", 1873) e Hunok harca ("La lotta degli Unni", 1874).
Pubblicò, assieme a Pál Gyulai, i tre volumi della Magyar népköltési gyűjtemény ("Raccolta di opere poetiche popolari ungheresi", 1872-1883).